# Тёрнер, Уильям
Джо́зеф Мэ́ллорд Уи́льям Тёрнер, Те́рнер (англ. Joseph Mallord William Turner; 23 апреля 1775, Ковент-Гарден, Лондон — 19 декабря 1851, Челси) — английский живописец, мастер романтического пейзажа, акварелист и гравёр. Иногда Тернера оценивают как предшественника французских импрессионистов и считают его инициатором системы современного искусства. Наследие художника составляют более 550 картин маслом, 2000 акварелей и 30 000 работ на бумаге.

## Биография и творчество

#### Ранние годы
Уильям Тёрнер родился в конце апреля — начале мая 1775 года в лондонском районе Ковент-Гарден в бедной семье. Всю свою жизнь он сохранял свой акцент кокни и старательно избегал атрибутов успеха и славы.
Сам Тёрнер называл датой своего рождения 23 апреля, что, впрочем, оспаривается рядом исследователей. Отец художника, Джозеф Тёрнер, был мастером по изготовлению париков, а в конце 1770-х годов открыл цирюльню. Мать, Мэри Маршалл, происходила из семьи торговцев мясом. Младшая сестра Мэри Энн родилась в сентябре 1778 года, но умерла малолетней в августе 1783 года. В 1785 году из-за тяжёлой обстановки в семье (с 1785 года у матери наблюдались признаки психического расстройства, перешедшие потом в болезнь), Уильяма Тёрнера отправили в лондонский пригород Брентфорд, где он жил у дяди.

#### Начало занятия живописью
Ещё в Брентфорде Уильям проявил интерес к изобразительному искусству. Наиболее раннее известное художественное упражнение Тёрнера относится к этому периоду — серия простых раскрасок гравированных пластин из книги Генри Босуэлла «Живописный вид древностей Англии и Уэльса». Около 1786 года Тёрнера отправили в Маргейт на северо-восточном побережье Кента. Там он сделал серию рисунков города и окрестностей, которые предвосхитили развитие его художественного метода. К этому времени рисунки Тёрнера выставлялись в витрине магазина его отца и продавались за несколько шиллингов. Отец гордился Уильямом.
После учёбы в школе в конце 1780-х он поселился в Лондоне, где работал у архитекторов и топографов. К концу 1789 года он также начал учиться у топографа Томаса Малтона, специализирующегося на лондонских пейзажах. Тёрнер освоил под его руководством основные приёмы ремесла, копируя и раскрашивая наброски британских замков и аббатств. Позже он назовёт Малтона «моим настоящим учителем». Труд топографа был востребован, на доходы от этой работы молодой художник Тёрнер смог оплачивать свою учёбу.

#### Академия художеств
В декабре 1789 года 14-летний Тёрнер был зачислен в Королевскую академию художеств, его экзаменовал Джошуа Рейнолдс. В академии Уильям посещал последние лекции Рейнолдса, оказавшего значительное влияние на Тёрнера. В дальнейшем художник внимательно изучил весь курс лекций первого президента академии, посвящённый идеалистическому направлению в искусстве.
На следующий год после поступления акварельная работа Тёрнера «Вид на дворец архиепископа Ламбет» экспонировалась на ежегодной выставке Академии художеств. Первая картина маслом, «Рыбаки в море», которая была принята на экспозицию, была выполнена Тёрнером в 1790 году. Впоследствии Тёрнер постоянно выставлял свои работы в Академии. С 1791 года работал художником-сценографом в «Пантеон Опере» на Оксфорд-стрит и подрабатывал, давая уроки.

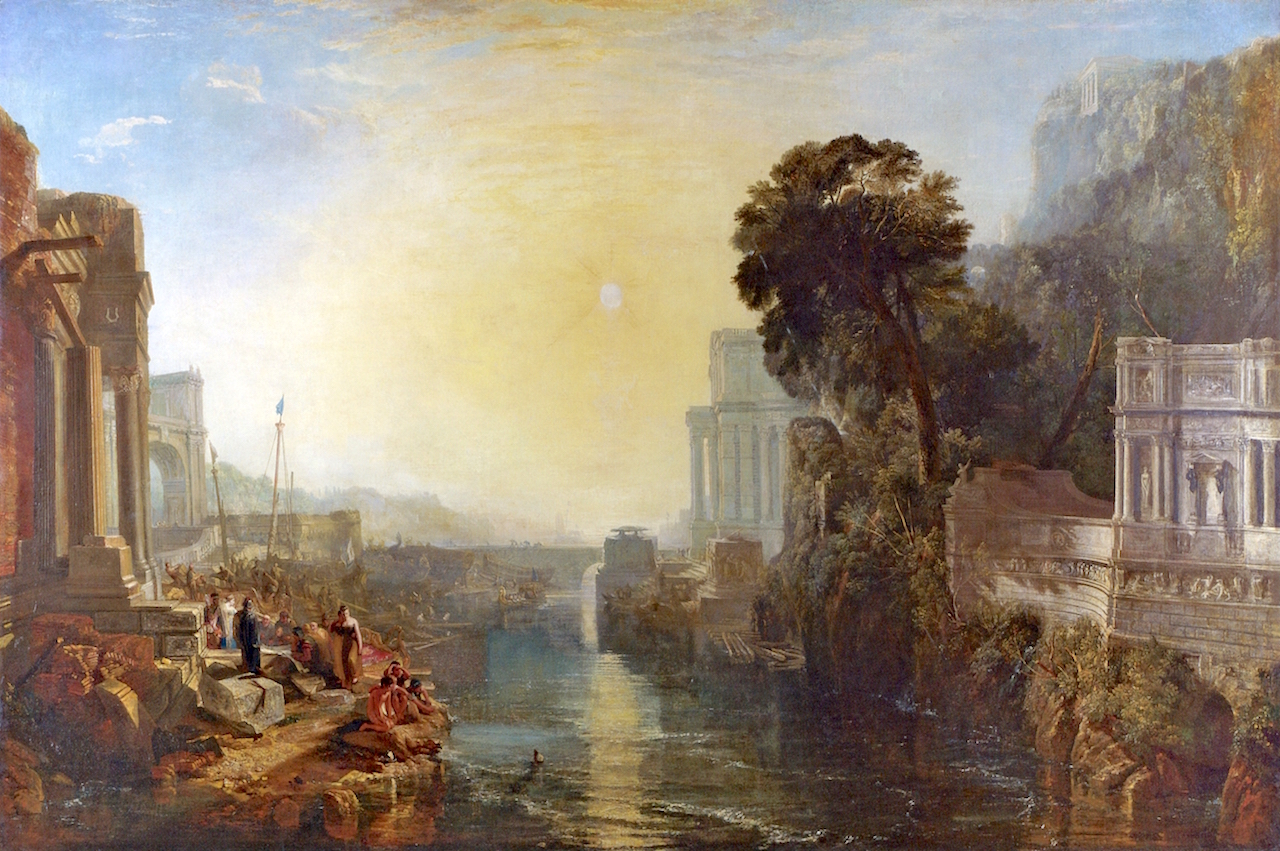
Дидона, основательница Карфагена. 1815. Холст, масло. Частное собрание

Тёрнер внимательно изучал мастеров прошлого и современных художников. Копируя чужие работы, он переосмысливал чужой художественный опыт, выражая своё собственное видение. Особое значение он придавал живописи Клода Лоррена: по свидетельству современника, увидев картину «Отплытие царицы Савской», Тёрнер не смог удержаться от слёз. Художник объяснил свою реакцию осознанием того, что ему никогда не удастся создать что-либо подобное. Спустя годы Тёрнер завещал свою «Дидону, основательницу Карфагена», которую считал непревзойдённым шедевром, Национальной галерее с условием, чтобы она висела рядом с «Отплытием царицы Савской» Клода Лоррена. Тёрнер тщательно изучал доступные ему картины Лоррена, а также альбомы с гравюрами Liber Veritatis. Гравюры были выполнены с рисунков французского художника, относившихся к зрелому периоду творчества. Позднее Тёрнер предпринял выпуск альбома Liber Studiorum, выполненный в той же технике, что и альбом рисунков Лоррена — меццо-тинто. Liber Studiorum предназначался для использования в качестве учебника для начинающих художников и гравюры были сгруппированы по тематическим разделам — живопись архитектурная, историческая, пасторальная (мифологическая и бытовая), пейзажи морские и горные.

#### После академии
Свою первую этюдную поездку Тёрнер совершил в 1791 году. В дальнейшем он много путешествовал с походной палитрой и делал зарисовки в Европе (Швейцария, Французские Альпы, Италия). После Тёрнера осталось более десяти тысяч рисунков и набросков. Материалы из походных альбомов служили художнику основой для картин и акварелей, над которыми он работал в Лондоне, обращаясь порой к очень давним своим эскизам.
4 ноября 1799 года Тёрнер, ставший к тому времени популярным художником, был избран членом-корреспондентом Королевской академии. В 1801 году он выставил в академии картину «Море у Бриджуотера», которая имела шумный успех, а художник Бенджамин Уэст даже сравнил Тёрнера с Рембрандтом. 10 февраля 1802 года Тёрнер стал самым молодым художником, удостоившимся звания королевского академика. Это звание давало ему право выставляться в обход отборочной комиссии, предварительно просматривавшей все работы. В 1804 году он открыл свою собственную галерею, после смерти отца окончательно им заброшенную.

#### Особенности стиля и техники

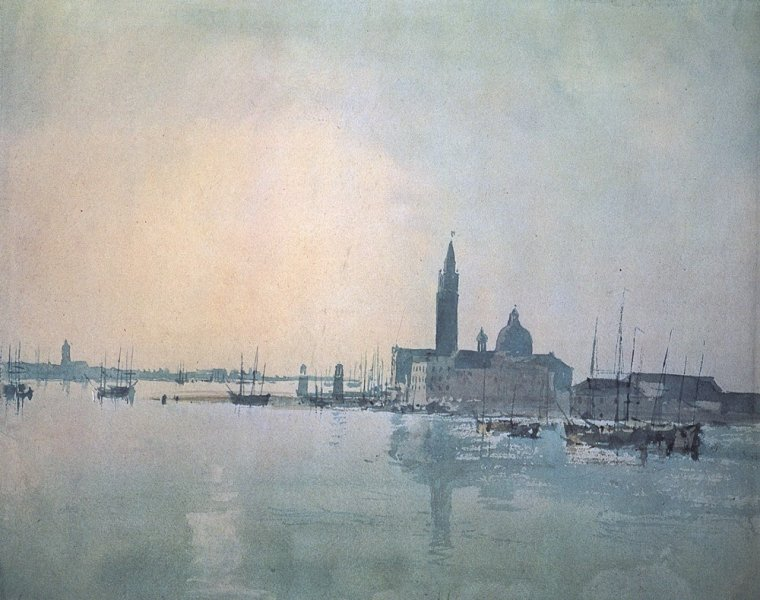
Остров Сан-Джорджо Маджоре от таможни. Венеция. 1819. Бумага, акварель. Британская галерея Тейт, Лондон

Тёрнер постоянно совершенствовал свою технику, изучал связь между архитектурой и геологией, природу движения воды и воздуха. К началу XIX века в своих акварелях он достигает силы и выразительности, обычно присущей живописи маслом. Отбрасывая излишнюю детализацию, он создавал новый тип пейзажа, посредством которого художник раскрывал свои воспоминания и переживания. В свои картины Тёрнер вводил изображения людей в сценах прогулок, пикников, полевых работ. Внимательно и с любовью изображая человека, художник подчёркивал несовершенство его природы, его бессилие перед огромным окружающим миром иногда спокойным, иногда грозным, но всегда равнодушным.

#### Профессорство в Академии художеств
В 1807 году Тёрнер занял должность профессора перспективы в Королевской академии. Однако программа обучения, составленная им, касалась гораздо более широкого круга вопросов, чем изучение перспективы. Она представляла своего рода переложение курса лекций Рейнолдса и обращалась к излюбленной теме Тёрнера — вопросам «поэтической живописи».
Особую известность Тёрнер завоевал благодаря картинам, посвящённым Наполеоновским войнам («Трафальгарская битва», «Поле Ватерлоо»).
В 1819 году Тёрнер впервые посетил Италию. Он побывал в Турине, Милане, Риме, Венеции, Неаполе. Изучал работы Тициана, Тинторетто, Рафаэля, современных итальянских художников. После путешествия в Италию его живопись стала более яркой, палитра интенсивной с преобладанием основных цветов. Особое место в творчестве художника заняла венецианская тема. Он трижды (в 1819, 1833, 1840 годах) побывал в этом городе, и воспоминания о нём питали его фантазию долгие годы.

#### Материалы

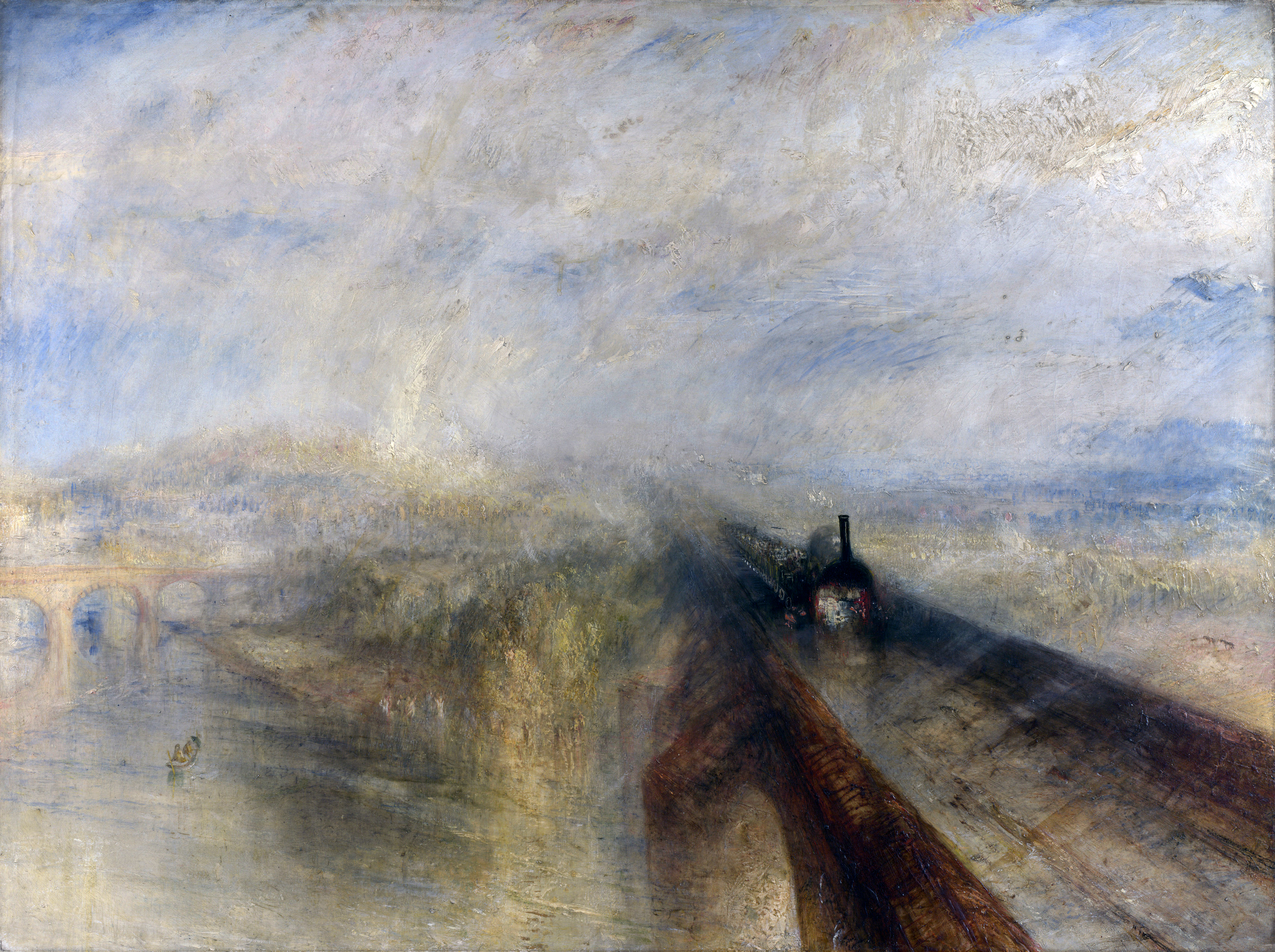
Дождь, пар и скорость. 1844. Холст, масло. Лондонская национальная галерея

Тёрнер экспериментировал с самыми разными пигментами. Он использовал пигменты, такие как кармин, несмотря на то, что знал, что они недолговечны, и вопреки советам современных экспертов использовать более стойкие пигменты. В результате многие его цвета поблёкли. Тёрнер был равнодушен к потомкам и выбирал материалы, которые хорошо выглядели в свежем виде. К 1930 году возникли опасения, что и его масла, и его акварель поблекли.

#### Критика и оценки современников
Уже в 1800-х годах успехи Тёрнера вызвали замечания со стороны коллекционера и художника Джорджа Бомона (англ. Sir George Beaumont, 7th Baronet), критиковавшего «вольности» и яркие цвета его картин. Позднее, новаторское творчество художника, предвосхищающее достижения живописи конца XIX — начала XX веков, вызвало неоднозначную оценку в современном ему обществе. Викторианская публика, предпочитавшая реализм, граничивший с фотографией, слащавый сентиментализм и «гармоничную», но невыразительную цветовую гамму, плохо принимала многие его картины. В 1830—1840-х годах всё чаще появлялись критические выпады в адрес Тёрнера. Некоторые его работы, граничившие с абстракционизмом, создали художнику репутацию сумасшедшего. Королева Виктория отказала ему в возведении в рыцарское достоинство. Одним из немногих, кто встал на защиту Тёрнера, был Джон Рёскин, назвавший его «величайшим художником всех времён». Ряд картин был выставлен только посмертно, и полностью его значение было оценено лишь в XX веке.
Живописец скончался 19 декабря 1851 года. Тёрнер умер от холеры в доме Софии Кэролайн Бут, в Чейн-Уок в Челси. Он похоронен в соборе Святого Павла, где он лежит рядом с сэром Джошуа Рейнольдсом. По-видимому, его последними словами были «Солнце есть Бог».

#### Личная жизнь

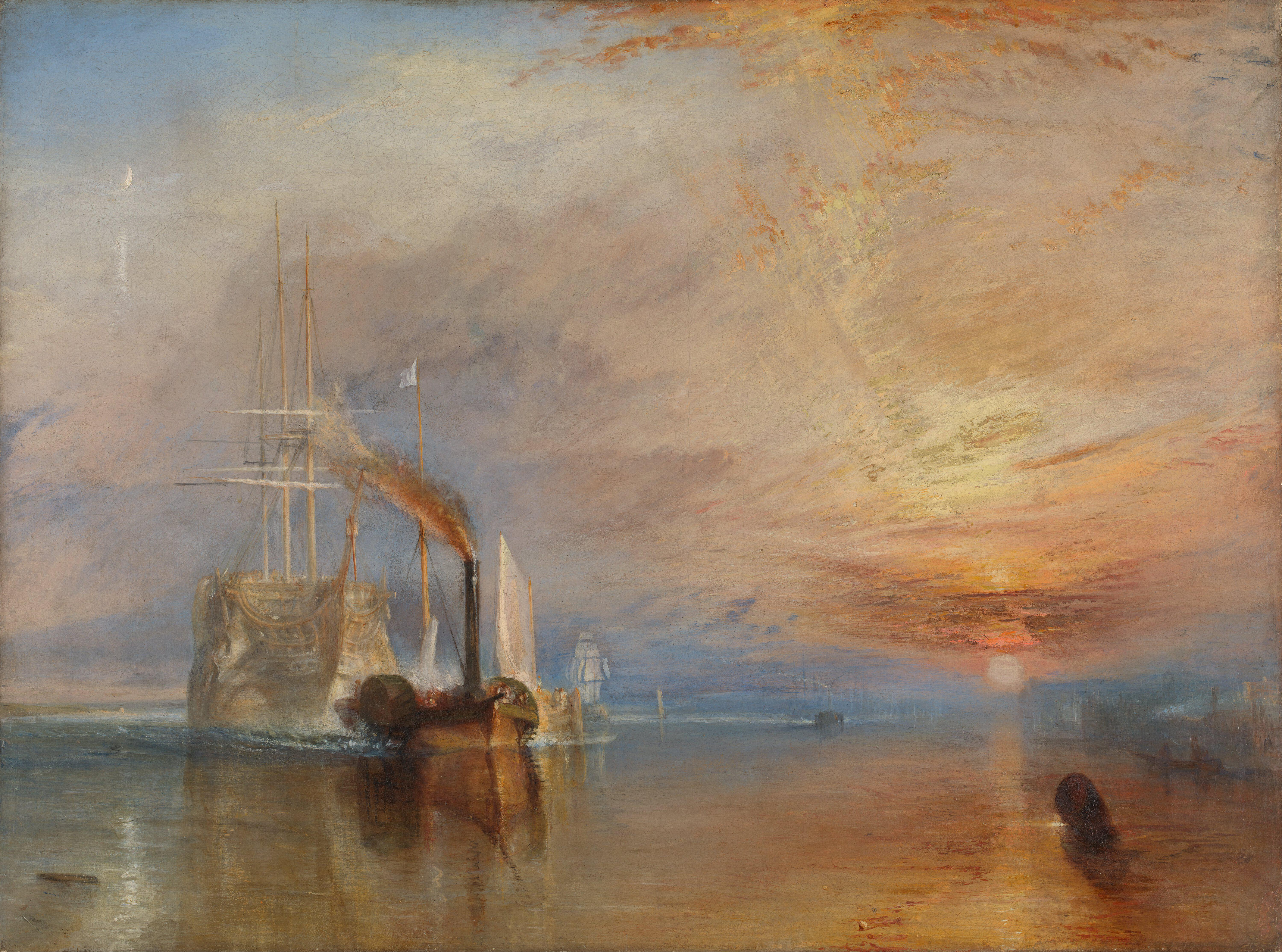
Последний рейс корабля «Отважный». 1839. Холст, масло. Лондонская национальная галерея

С возрастом Тёрнер стал более эксцентричным. У него было несколько близких друзей, и очень близкие отношения с отцом, который прожил с ним 30 лет и работал ассистентом в его студии. Смерть отца в 1829 году оказала на него сильное влияние, и после этого у него начались приступы депрессии. Он никогда не был женат, но имел отношения с пожилой вдовой, Сарой Дэнби (1760 или 1766 (крещение) — 1861). Считается, что он был отцом двух её дочерей Эвалины Дюпуа (1801—1874) и Джорджианы Томпсон (1811—1843).
Около 18 лет Тёрнер жил в Челси как «мистер Бут» в доме Софии Кэролайн Бут (1798—1875), с которой завязал отношения после смерти её второго мужа.
Тёрнер был постоянным потребителем нюхательного табака. В 1838 году Луи-Филипп I, французский король, подарил ему золотую табакерку.
Тёрнер пережил короткую, но крепкую дружбу с художником Эдвардом Томасом Дэниеллом. Художник Дэвид Робертс писал о Дэниелле, что «он обожал Тёрнера, когда я и другие сомневались, и научил меня видеть и отличать его красоту от красот других…». В отношениях с Дэниеллом, возможно, Тёрнер нашёл духовное утешение, в котором нуждался после смерти своего отца и друзей, и «облегчил страхи естественно мыслящего человека, приближающегося к старости». После смерти Даниэля в Ликии в возрасте 38 лет Тёрнер сказал Робертсу, что никогда больше не будет заводить такую дружбу.

## Наследие и память
Согласно завещанию, всё собрание его произведений перешло британской нации (ныне экспонируется в лондонской галерее Тейт).
В 2014 году вышел художественный фильм Майка Ли «Уильям Тёрнер», охватывающий события последних двадцати лет жизни художника. Роль Тёрнера исполнил Тимоти Сполл.
Именем Тёрнера названа одна из премий в области современного искусства, учреждённая в 1984 году.

## Изображение в культуре

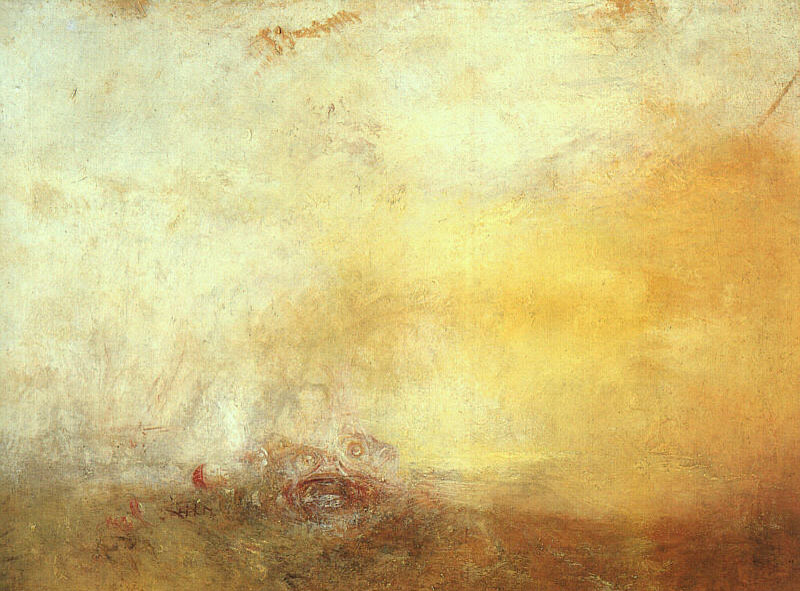
Восход Солнца с морскими чудовищами. 1845. Холст, масло. Британская галерея Тейт, Лондон

Лео МакКерн сыграл Тёрнера в фильме 1974 года «Солнце — Бог», поставленном Майклом Дарлоу на телевидении Темзы. Программа вышла в эфир 17 декабря 1974 года во время выставки в Лондоне, посвящённой 200-летию со дня рождения Уильяма Тёрнера.
Британский режиссёр Майк Ли написал и снял фильм «Мистер Тёрнер», биографический фильм о последних годах Тёрнера, выпущенный в 2014 году. В фильме снимались Тимоти Сполл в роли Тёрнера, Дороти Аткинсон, Мэрион Бейли и Пол Джессон, а премьера фильма состоялась в конкурсе на получение Пальмовой ветви на Каннском кинофестивале 2014 года; Сполл получил награду за лучшую мужскую роль.
Банк Англии объявил, что портрет Тёрнера на фоне «Боевого Темера» появится на банкноте 20 фунтов стерлингов начиная с 2020 года. Это первая британская банкнота номиналом 20 фунтов стерлингов, напечатанная на полимере. Она поступила в обращение в четверг, 20 февраля 2020 года.

## Наиболее известные работы
- 1796 — Рыбак в море. Холст, масло. Британская галерея Тейт. Лондон.
- 1806 — Трафальгарское сражение, вид с вантов бизань-мачты по правому борту корабля «Виктори». Холст, масло. Британская галерея Тейт. Лондон.
- 1812 — Снежная буря. Переход Ганнибала через Альпы. Холст, масло. Британская галерея Тейт. Лондон.
- 1822 — Трафальгарская битва. Холст, масло. Национальный морской музей (Великобритания). Гринвич.
- 1835 — Пожар верхней и нижней палат английского парламента. Холст, масло. Художественный музей Филадельфии. Филадельфия.
- 1835 — Гранд канал. Холст, масло. Метрополитен-музей. Нью-Йорк.
- 1838 — Последний рейс корабля «Отважный». Холст, масло. Лондонская национальная галерея.
- 1839 — Современный Рим — Кампо Ваччино. Холст, масло. Музей Гетти. Лос-Анджелес.
- 1843 — Свет и цвет. Холст, масло. Британская галерея Тейт. Лондон.
- 1844 — Дождь, пар и скорость. Холст, масло. Лондонская национальная галерея.

## Галерея

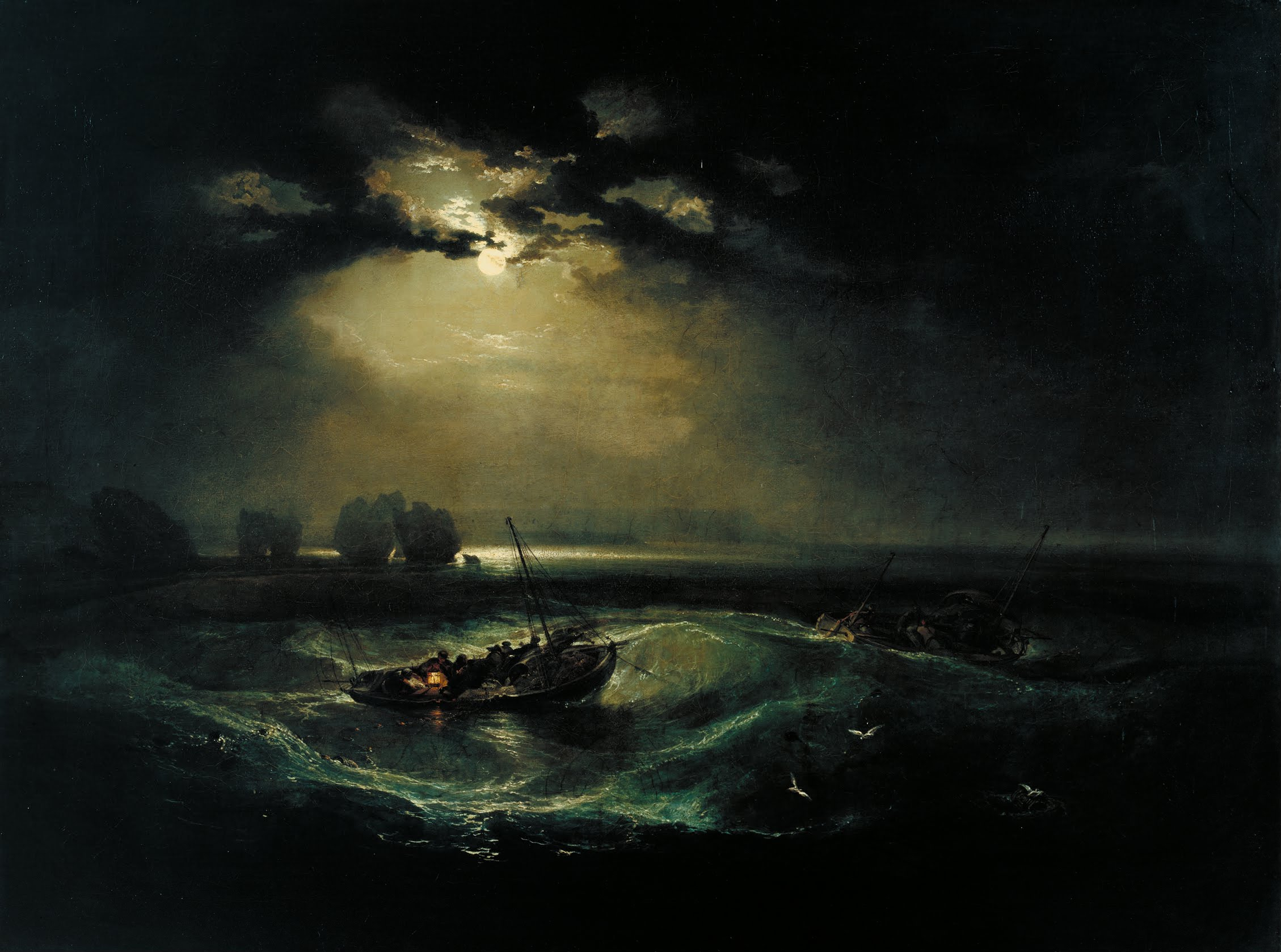
«Рыбаки в море». Галерея Тейт, Лондон. 1796 г.
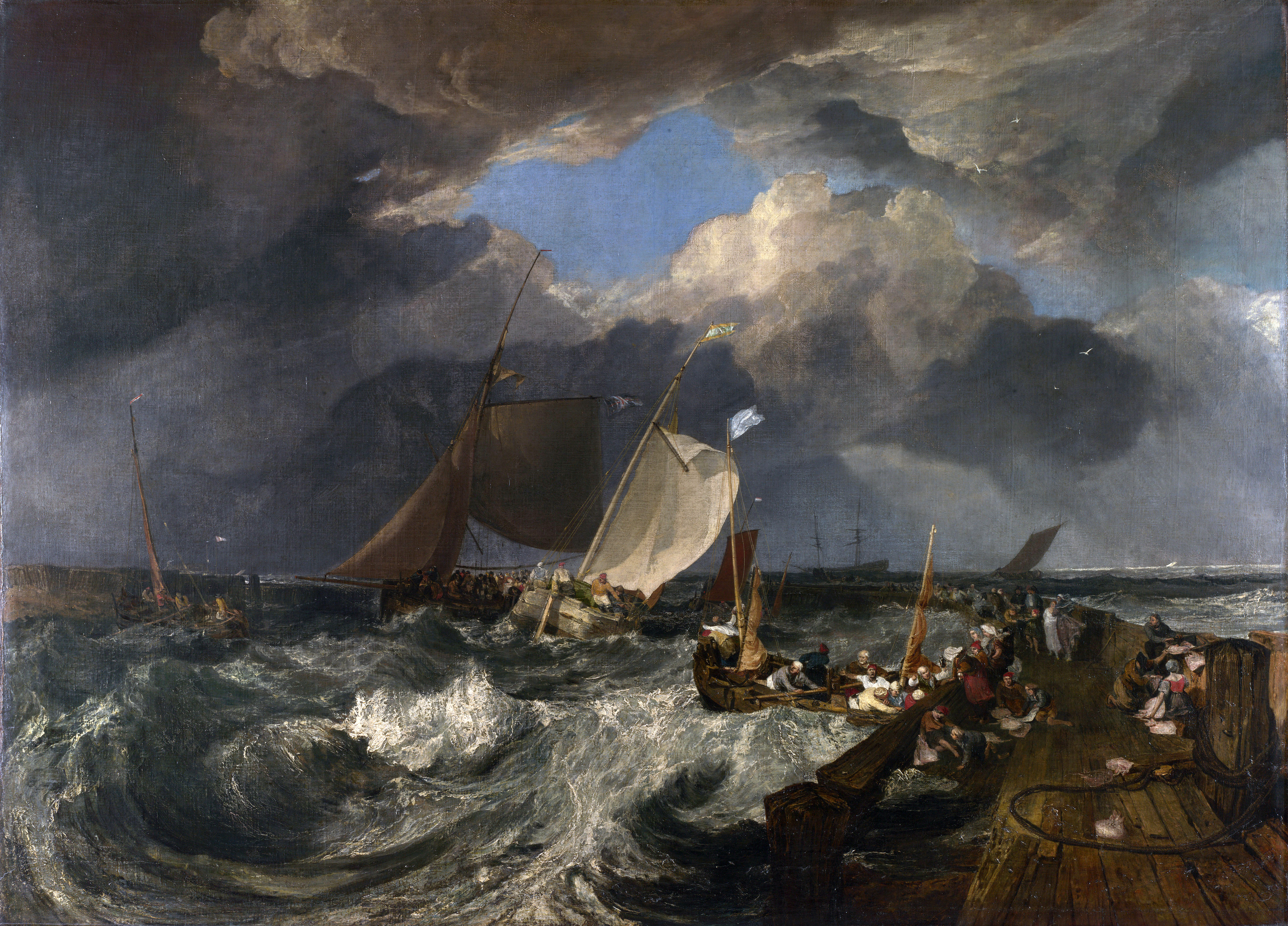
«Пирс Кале», Лондонская национальная галерея. 1801 г.
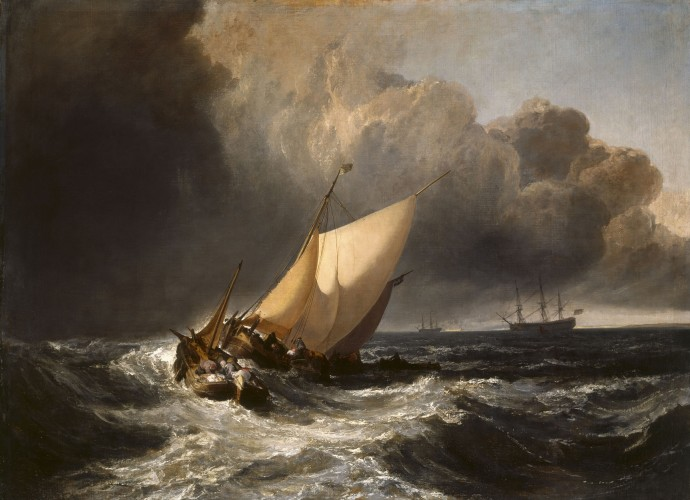
«Голландские лодки в шторм». Лондонская национальная галерея.   1801 г.
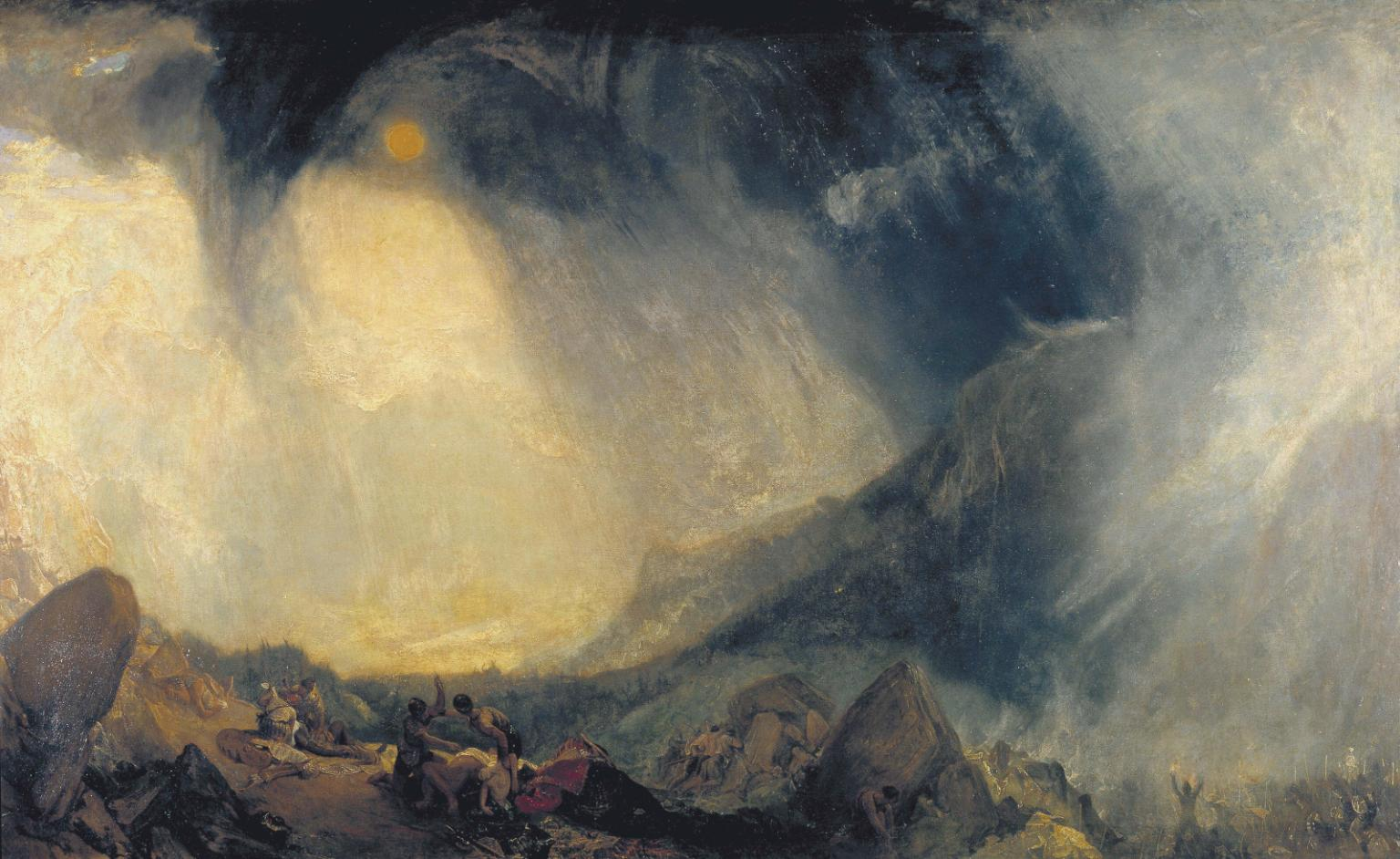
«Снежная буря. Переход Ганнибала через Альпы».  1812 г. Галерея Тейт, Лондон.
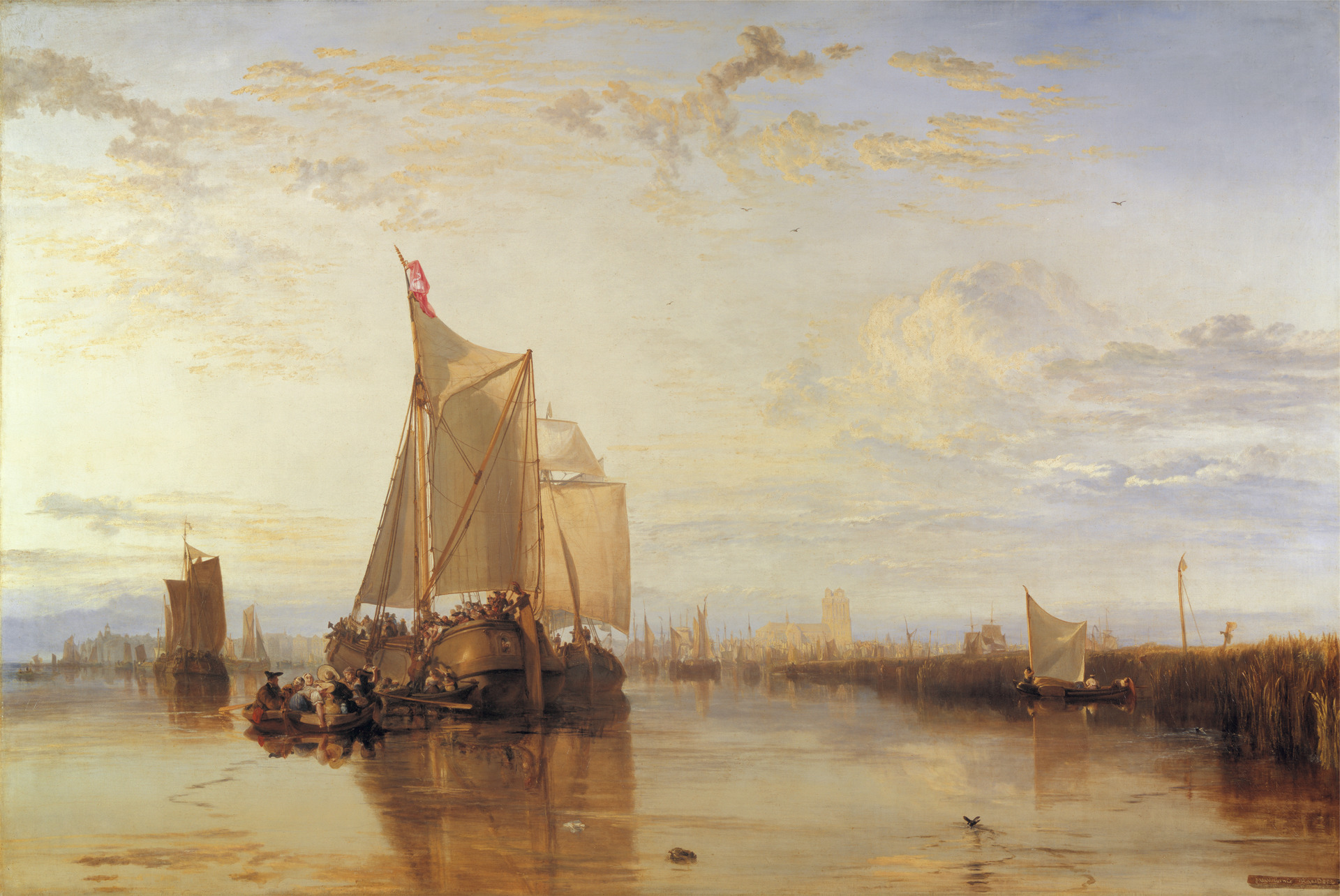
«Корабль Дордчест, Роттердам».  Центр британского искусства, Йельский университет. 1818 г.
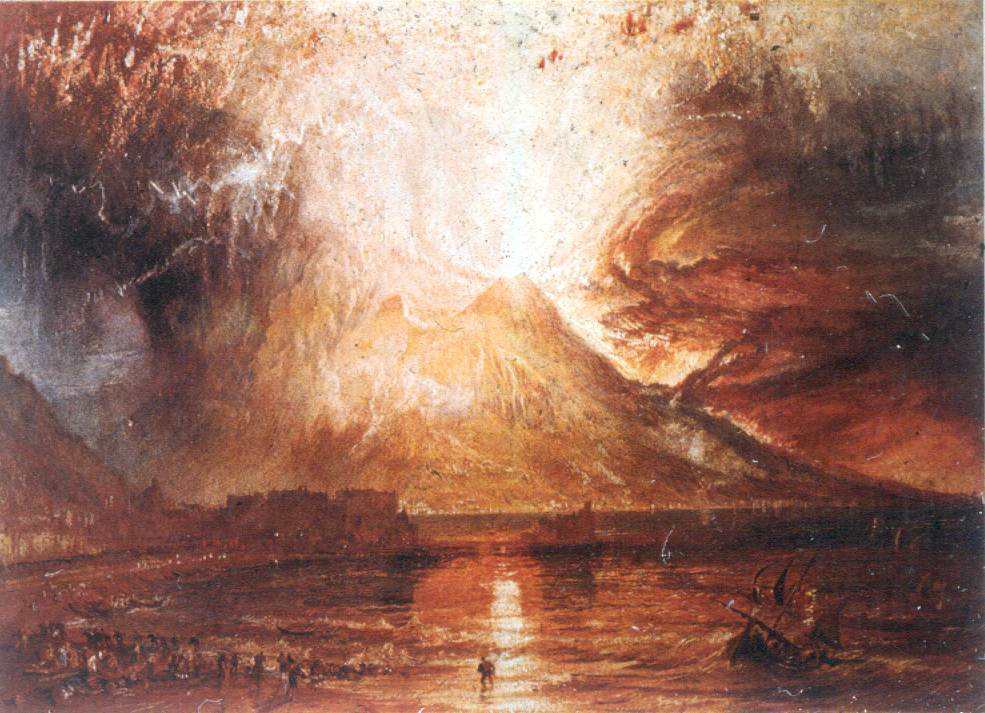
«Извержение Везувия». Центр британского искусства, Йельский университет.  1817 г.
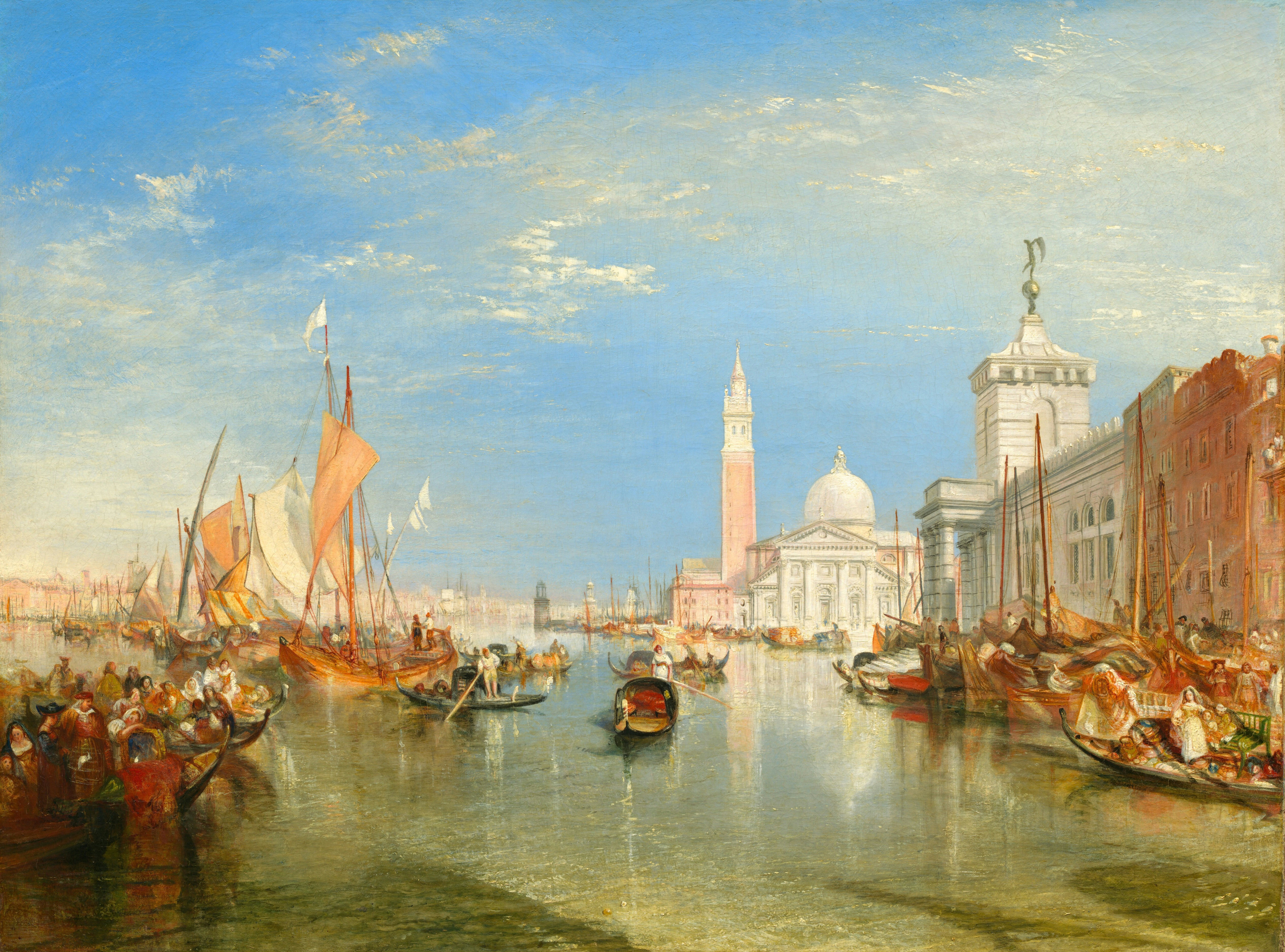
«Венеция. Догана и Сан Джорджио Маджоре».  Национальная галерея искусства, Вашингтон.  Около 1834 г.
«Пожар в здании британского парламента 16 октября 1834 г».  Художественный музей Кливленда. Кливленд. 1834 г.
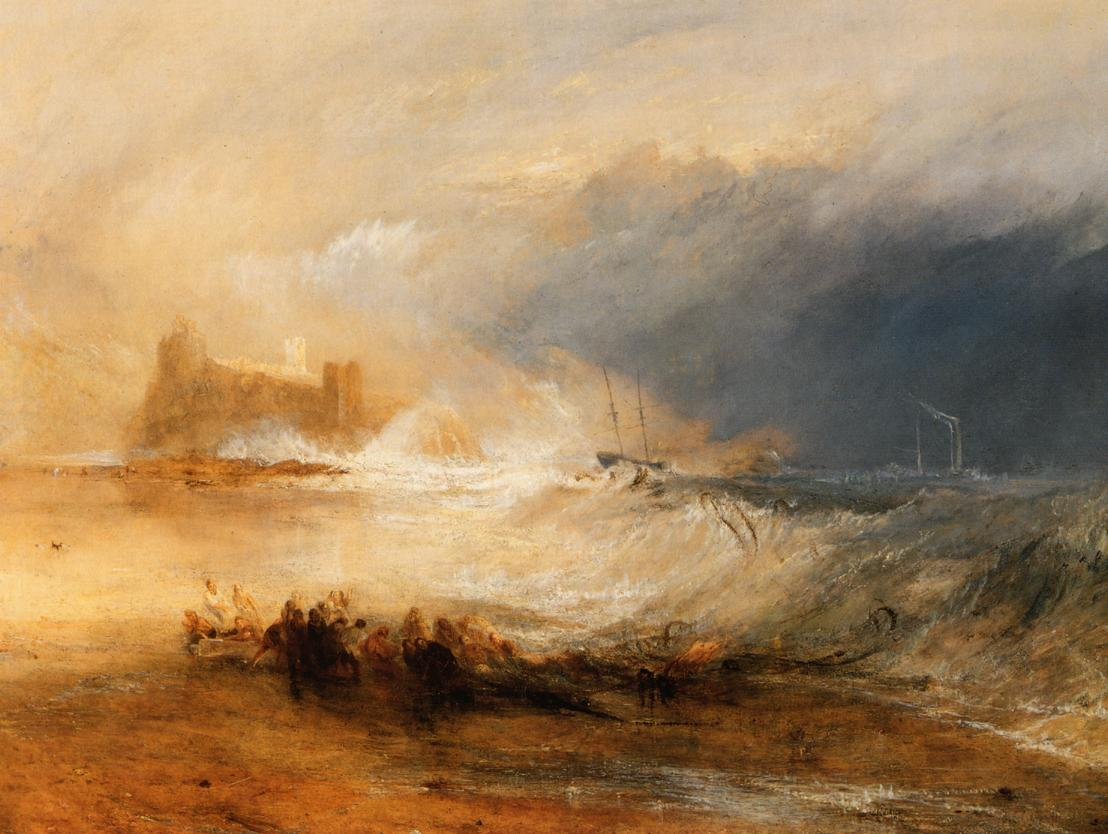
«Нортумберленд. Пароход, помогающий кораблю у берега ». Центр британского искусства, Йельский университет. 1836 г.
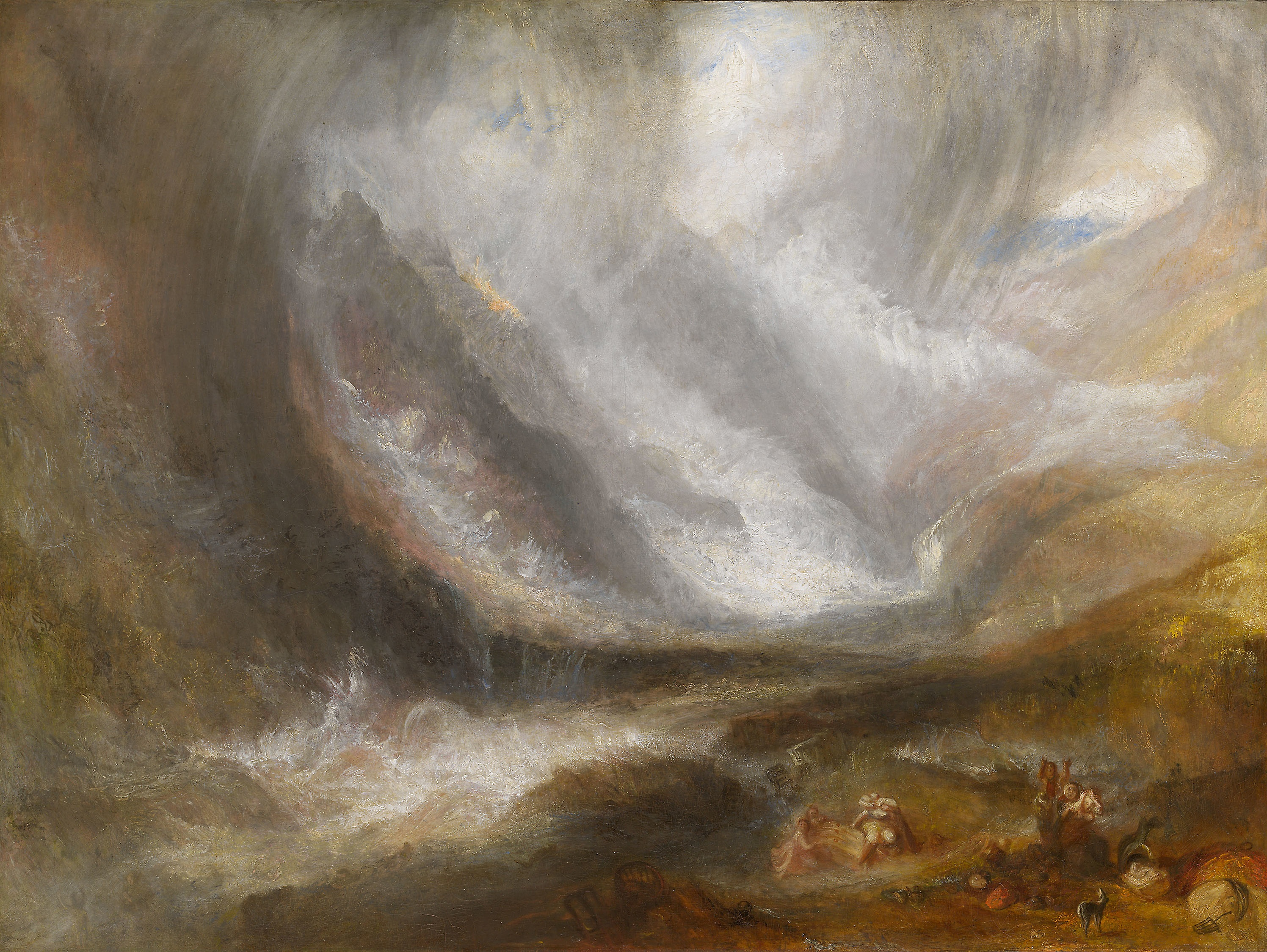
«Долина Аосты: метель, лавина и гроза». Чикагский институт искусств.  1836–37 г.
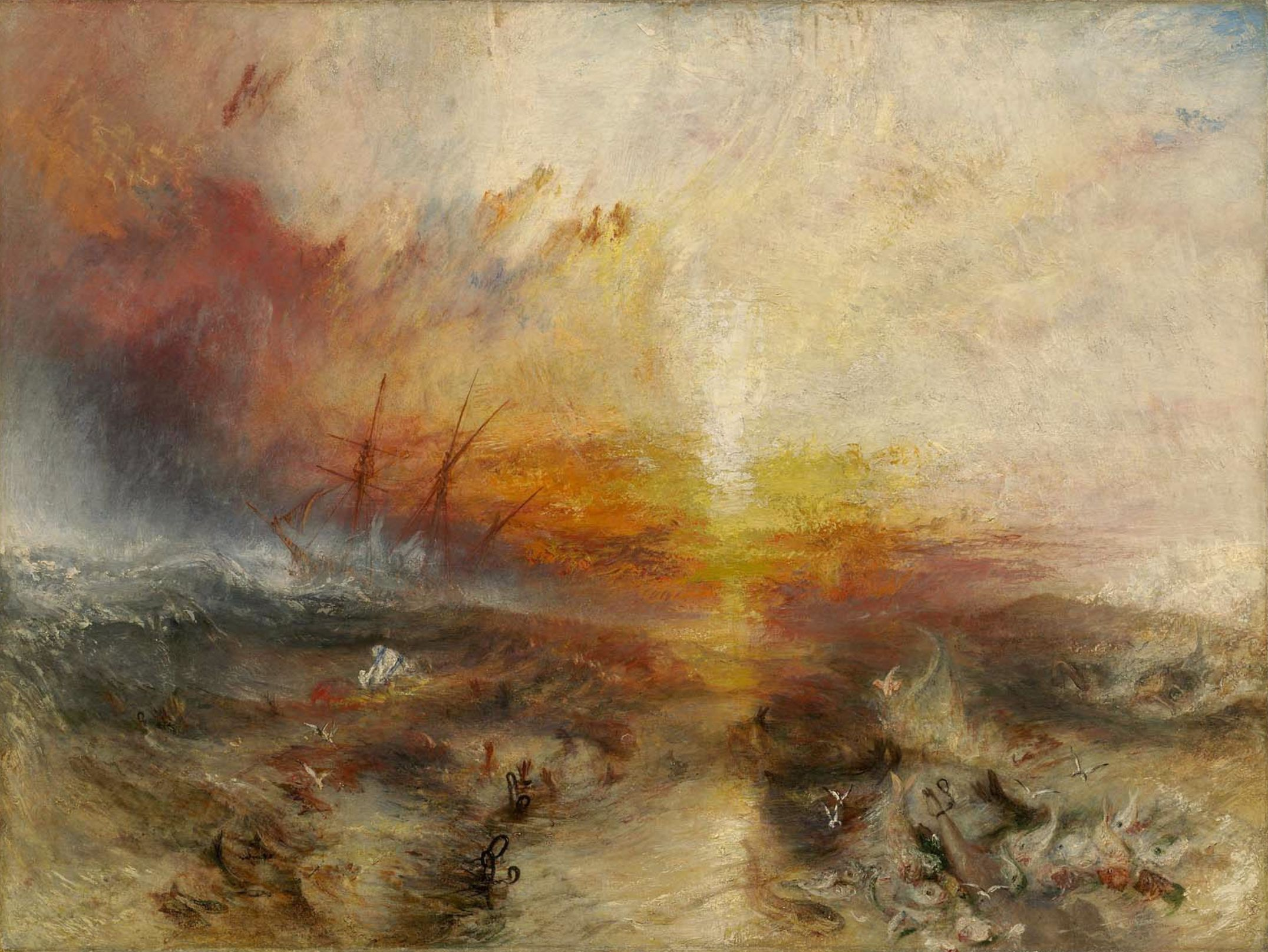
«Корабль с невольниками». Музей изящных искусств (Бостон). 1840 г.
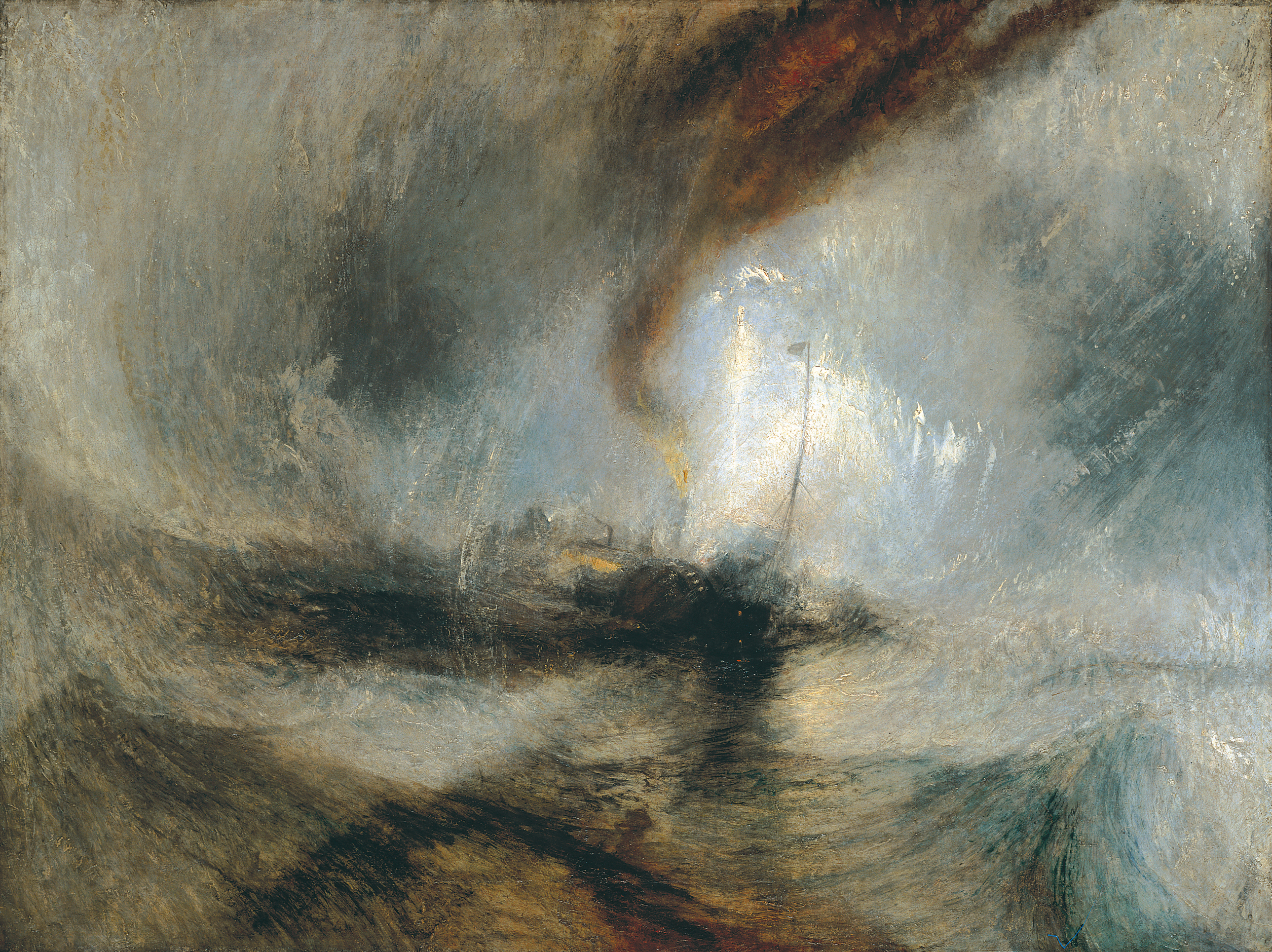
«Снежная буря: пароход у входа в гавань». Британская галерея Тейт.  1842 г.
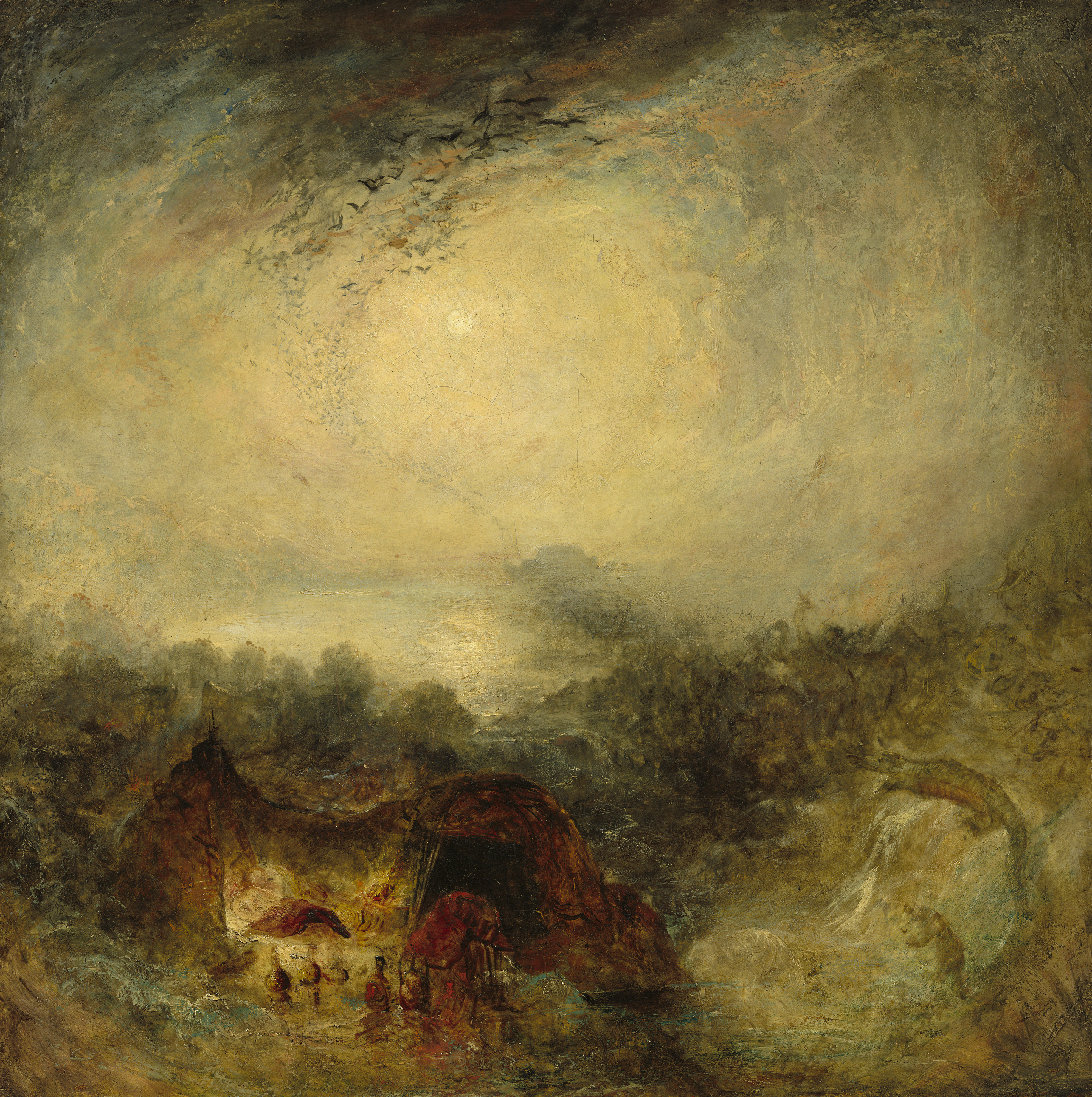
«Вечер потопа». Лондонская национальная галерея. 1843 г.
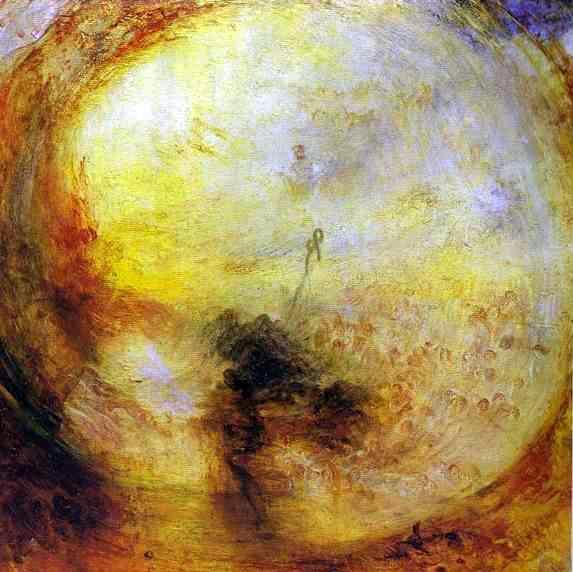
«Свет и цвет. К теории цвета Гете.» Галерея Тейт, Лондон. 1843 г.